# Sicyinae
Sicyinae es una tribu de plantas perteneciente a la familia Cucurbitaceae con los siguientes géneros:

## Géneros
- Microsechium
- Parasicyos
- Sechiopsis
- Sechium
- Sicyos
- Sicyosperma